# Stylodipus telum
Stylodipus telum är en däggdjursart som först beskrevs av Lichtenstein 1823.  Stylodipus telum ingår i släktet Stylodipus och familjen hoppmöss. IUCN kategoriserar arten globalt som livskraftig. Inga underarter finns listade i Catalogue of Life.
Arten når en kroppslängd (huvud och bål) av 104 till 133 mm, en svanslängd av 140 till 165 mm och en vikt av 70 till 90 g. Den har 50 till 54 mm långa bakfötter och 15 till 21 mm stora öron. Sommarpälsen har en grågul grundfärg på ryggens topp och på sidorna är grundfärgen mörkgul. I hela ovansidan är länga hår med svartgråa spetsar inblandade vad som är synlig som mörka streck eller fläckar. Det finns en vit strimma på övre låren. Hos vuxna exemplar saknas premolara tänder. Stylodipus telum skiljer sig även i avvikande detaljer av skallens konstruktion från Stylodipus andrewsi.
Denna gnagare lever i Centralasien från östra Ukraina över Ryssland och Kazakstan till nordvästra Kina. Habitatet utgörs främst av halvöknar och stäpper med glest fördelade buskar eller träd.
Arten är nattaktiv och håller i kalla regioner vinterdvala. Den gräver komplexa tunnelsystem och använder ibland bon som skapades av andra djur. Stylodipus telum äter främst frön och andra växtdelar samt några insekter. Honor föder en kull per år med 3 till 6 ungar. Enligt en annan källa kan två kullar per år förekomma. När honan inte är brunstig lever varje exemplar ensam. Stylodipus telum tillhör hoppmössen men den gör inga större skutt. Reviren kan överlappa mellan artfränder av olika kön men inte mellan exemplar av samma kön. I territoriet finns förutom de privata bon andra jordhålor som kan användas av olika individer när de behöver skydd. Arten skapar inget förråd.